# سي إن أنادوراي
سي إن أنادوراي (بالتاميلية: கொஞ்ஜிவரம் நடராஜன் அண்ணாதுரை) المعروف باسم آنا (15 سبتمبر 1909 – 3 فبراير 1969) سياسي هندي عمل بمنصب كبير وزراء ولاية تاميل نادو المعروفة باسم مدراس الواقعة في جنوب الهند في الفترة ما بين 1967 - 1969 م. توفي أنادوراي في 3 فبراير 1969 بعد صراع طويل مع مرض السرطان وكان ذلك بعد ثلاث سنوات من توليه الرئاسة، وقد حضر جنازته نحو 15 مليون شخص، ويعد بذلك صاحب أكبر جنازة في العالم.

## روابط خارجية
- سي إن أنادوراي على موقع IMDb (الإنجليزية)
- سي إن أنادوراي على موقع الموسوعة البريطانية (الإنجليزية)